# کوین دنیلز
کوین دنیلز (انگلیسی: Kevin Dwight Daniels Jr.؛ زادهٔ ۹ دسامبر ۱۹۷۶) یک بازیگر سینما اهل ایالات متحده آمریکا است.

## بخشی از فیلمشناسی
از فیلم‌ها یا برنامه‌های تلویزیونی که وی در آن نقش داشته‌است می‌توان به آثار زیر اشاره کرد.
- جنایت در هالیوود (۲۰۰۳)
- نردبان ۴۹ (۲۰۰۴)
- جزیره (فیلم ۲۰۰۵) (۲۰۰۵)
- چشمانشان نظاره‌گر خدا بود (۲۰۰۵)
- خانواده امروزی (۲۰۱۰–۲۰۱۶)
- سایرن (۲۰۱۴–۲۰۱۵)
- ندای خوارز: کارتل (۲۰۱۱)
- جزیره مرده (۲۰۱۱)
- جزیره مرده: آب‌های خروشان (۲۰۱۳)
- دایینگ لایت (۲۰۱۵)
- مافیا ۳ (۲۰۱۶)